# V568 Возничего
V568 Возничего (лат. V568 Aurigae) — одиночная переменная звезда в созвездии Возничего на расстоянии (вычисленном из значения параллакса) приблизительно 16683 световых лет (около 5115 парсеков) от Солнца. Видимая звёздная величина звезды — от +11,4m до +11,1m.

## Характеристики
V568 Возничего — красная пульсирующая полуправильная переменная звезда типа SRB (SRB) спектрального класса M. Эффективная температура — около 3306 K.